# Очаковский район
Оча́ковский райо́н (укр. Очаківський район) — упразднённая административная единица на юге Николаевской области Украины. Административный центр — город Очаков.

## География
Площадь 1488 км². На востоке района расположен Днепро-Бугский лиман, на западе — Березанский лиман. Заметная часть района (сёла Покровское, Василевка, Покровка, а также Национальный парк «Белобережье Святослава») расположены на южном берегу Днепро-Бугского лимана (на Кинбурнском полуострове), и попасть туда можно только через Херсонскую область либо на водном транспорте.
- Карта Архивная копия от 5 марта 2016 на Wayback Machine

## Демография
Население района составляло 15 045 человек (2019 г.).

## Административное устройство
Количество советов:
- городских — 1,
- районных — 1,
- сельских — 11.

Количество населённых пунктов:
- город — 1,
- сёл — 31.

### Населённые пункты
Список населённых пунктов района находится внизу страницы
Ликвидированы:
- с. Малосолончаки (укр. Малосолончаки), ликв. в 1980-х годах;
- с. Поды (укр. Поди), ликв. в 1980-х годах;
- с. Покровка (укр. Покровка) Куцурубского сельского совета присоединено к с. Ивановка в 1980-х годах;
- с. Черниговка (укр. Чернігівка), ликв. 18.11.1986 г.

## Известные люди
В районе жил, работал и умер Герой Украины — Фёдор Антонович Иванов.